# 8706 Takeyama
8706 Takeyama eller 1994 CM är en asteroid i huvudbältet som upptäcktes den 3 februari 1994 av den japanska astronomen Takao Kobayashi vid Ōizumi-observatoriet. Den är uppkallad efter Haruo Takeyama.
Asteroiden har en diameter på ungefär 10 kilometer.